# Kongregacija za redovne in podobne družbe
Kongregacija za redovne in podobne družbe  tudi Kongregacija ustanov posvečenega življenja in družb apostolskega življenja 
(latinsko Congregatio pro Institutis Vitae Consecratae et Societatibus Vitae Apostolicae), je bila kongregacija Rimske kurije, pristojna za vse zadeve v zvezi z verskimi redovi in organizacijami ter družbami apostolskega življenja, glede njihovega upravljanja, discipline, študija itd. 
Pristojna je bila tudi za zadeve glede puščavnikov, posvečenih devic in novih oblik posvečenega življenja. Ni imela ozemeljskih omejitev, vendar je lahko nekatere zadeve posredovala v reševanje bolj pristojnim kongregacijam Rimske kurije. Kongregacija je obravnavala tudi zadeve v zvezi s skupinami vernikov, ustanovljenimi z namenom, da postanejo ustanove posvečenega življenja ali družbami apostolskega življenja ter organizacijo  tretjih redov.

## Zgodovina
Sama kongregacija je izvirala iz Svete kongregacije za svetovanje o regularnih, ki jo je ustanovil papež Sikst V. 27. maja 1586.

## Prefekti (kardinali)
- Girolamo Maria Gotti, OCD (1899-1902)
- José Calasanz Vives Tutó, OFMCap (1908-1913)
- Ottavio Cagiano de Azevedo (1913-1915)
- Domenico Serafini, OSB (1916)
- Diomede Falconio, OFM (1916-1917)
- Giulio Tonti (1917-1918)
- Raffaele Scapinelli di Léguigno (1918-1920)
- Teodoro Valfre di Bonzo (1920-1922)
- Camillo Laurenti (1922-1928)
- Alexis-Henri-Marie Lépicier, OSM (1928-1935)
- Vincenzo LaPuma (1935-1943)
- Luigi Lavitrano (1945-1950)
- Clemente Micara (1950-1953)
- Valerio Valeri (1953-1963)
- Ildebrando Antoniutti (1963-1973)
- Arturo Tabera Araoz (1973-1975)
- Eduardo Francisco Pironio (pro-prefekt 1975-1976, prefekt 1976-1984)
- Jean Jérôme Hamer, OP (pro-prefekt 1984-1985, prefekt 1985-1992)
- Eduardo Martínez Somalo (1992-2004)
- Franc Rode, CM (2004-2010)
- João Bráz de Aviz (2010-2022)

## Ukinitev
Kongregacija je bila ukinjena z apostolsko konstitucijo papeža Frančiška Praedicate Evangelium, objavljeno 19. marca 2022. Ta je stopila v veljavo 5. junija 2022, na binkošti, ter je nadomestila apostolsko konstitucijo Pastor Bonus iz leta 1988.